# 斯廷森 (密蘇里州)
斯廷森（英語：Stinson）是位於美國密蘇里州勞倫斯縣的非建制地區。

## 歷史
斯廷森的郵局於1895年設立，其後於1906年停運。

## 地理
斯廷森所處的海拔為高於海平面345米（即1132英呎），而該地所採用的時區為UTC-6，即北美中部時區（CST）。同時該地設有夏令時間，為UTC-6調快一小時，即UTC-5（CDT）。